# Гидрид полония(II)
Гидри́д поло́ния(II) или полоноводоро́д — соединение полония с водородом с химической формулой H2Po (правильнее PoH2), в котором полоний имеет степень окисления +2, а водород −1 (поскольку водород более электроотрицателен, чем полоний). Гидрид полония(II) — неустойчивая, летучая и очень ядовитая  радиоактивная горючая жидкость, является одним из самых сильных ядов, известных науке. 

## Свойства

### Химические
Гидрид полония(II) — тяжёлый аналог воды, сероводорода, селеноводорода и теллуроводорода.
Является эндотермическим соединением. Разлагается при нагревании на элементы. Выделяемое количество тепла (более 100 кДж/моль) — одно из самых больших у халькогеноводородных соединений:
{\displaystyle {\ce {PoH2 -> Po + H2 ^}}}.

### Физические
При нормальных условиях гидрид полония(II) представляет собой бесцветную жидкость с температурой кипения 36,1 °C и плавления −35,3 °C. Разлагается даже при низких температурах вследствие того, что полоний выделяет тепло при радиоактивном распаде (соответственно, наиболее стабильным будет гидрид полония-209, так как его период полураспада наибольший). По этой причине его физические свойства нельзя считать точно установленными.

## Синтез
Не образуется при прямой реакции водорода и полония, поскольку соединение нестабильно при температуре выше 0 °C, однако выделяется в следовых количествах в газообразном состоянии при растворении полония, нанесенного на магниевую подложку, в соляной кислоте:
{\displaystyle {\ce {Po + Mg + 2HCl -> MgCl2 + PoH2 ^}}}.

## Биологическая роль и токсичность
Гидрид полония(II) PoH2 (гидрополонид, полоноводород) чрезвычайно токсичен, является самым токсичным соединением полония, и одним из самых сильных известных ядов.  На много порядков более ядовит, чем другие соединения из группы халькогеноводородов — сероводород (H2S), селеноводород (H2Se) и теллуроводород (H2Te). Радиоактивен, при попадании на кожу проникает внутрь и вызывает несовместимое с жизнью поражение внутренних органов и тканей ионизирующим излучением, лучевая болезнь приводит к чрезвычайно мучительной смерти. Токсичность обусловлена как химическими свойствами полоноводорода, так и исключительно высокой радиотоксичностью из-за относительно малого периода полураспада полония-210, излучающего альфа-частицы.